# Кастело (Ђенова)
Кастело (итал. Castello) је насеље у Италији у округу Ђенова, региону Лигурија.
Према процени из 2011. у насељу је живело 66 становника. Насеље се налази на надморској висини од 418 м.